# تلفزيون أمريكا
تلفزيون أمريكا هي شبكة تلفزيونية بيروفية تأسست في عام 1958. الشبكة مملوكة لتلفزيون Plural، وهي مشروع مشترك بين صحيفتي El Comercio وLa República اليوميتين. كانت ثاني قناة تلفزيونية يتم تأسيسها في بيرو، وأول محطة تجارية مع بث منتظم، وشبكة بيرو الأعلى تصنيفا.